# Rolls-Royce Corniche
Rolls-Royce Corniche är en personbil, tillverkad av den brittiska biltillverkaren Rolls-Royce mellan 1971 och 1996.

## Mark I

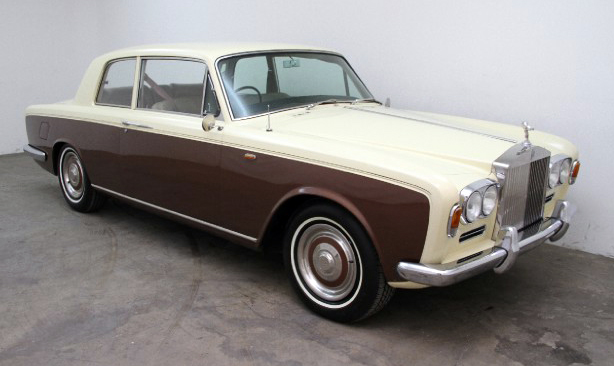
En 1967 Rolls-Royce Silver Shadow James Young Coupé, en av endast femtio byggda av James Youngs mer fyrkantiga design

1971 blev tvådörrarsversionerna av Silver Shadow en egen modellserie under namnet Corniche. Bilarna byggdes av Mulliner Park Ward i London och tillverkades även under Bentley-namnet som Bentley Corniche.
Corniche följde utvecklingen av Silver Shadow, vilket innebar att den fick kuggstångsstyrning och helautomatisk klimatanläggning 1977. 1980 infördes bränsleinsprutning och 1982 upphörde tillverkningen av den täckta coupé-modellen. 1984 bytte Bentley-versionen namn till Continental.

## Mark II
Bilen fick en lätt ansiktslyftning 1986 och kallades nu Corniche II. Låsningsfria bromsar och kraftigare stötfångare infördes och inredningen uppdaterades med bland annat en ny instrumentbräda.

## Mark III
Corniche III introducerades på Frankfurt-salongen 1989. Krockkuddar infördes och inredningen uppdaterades återigen.
1991 stängde Mulliner Park Ward och tillverkningen flyttades till Crewe.

## Mark IV
1993 kom Corniche IV, med förbättrad sufflett med riktig bakruta i glas.
De sista 25 bilarna som byggdes hade turbomotor från Bentley Turbo R och såldes som Corniche S.

## Mark V
År 2000 introducerades en ny Corniche, baserad på Bentley Azure.

## Tillverkning
| Modell             | Årsmodell | Antal |
| ------------------ | --------- | ----- |
| Corniche coupé     | 1971-82   | 1 108 |
| Corniche cabriolet | 1971-86   | 3 239 |
| Corniche II        | 1987-89   | 1 226 |
| Corniche III       | 1990-92   | 452   |
| Corniche IV        | 1993-95   | 219   |
| Corniche S         | 1995-96   | 25    |